# ペフロキサシン
ペフロキサシン（英：Pefloxacin）は、細菌感染症の治療に使用されるキノロン系抗生物質である。ペフロキサシンは米国では使用が承認されていない。

## 歴史
ペフロキサシンは1979年に開発され、1985年にフランスでヒトへの使用が承認された。

## 適応
- 男性の合併症を伴わない淋菌性尿道炎[2]
- 消化器系の細菌感染症[2]
- 泌尿生殖器感染症[2]
- 淋病。しかし、この用途は耐性菌のためもはや有効ではない[3]。

ペフロキサシンは、微生物感染症の治療に動物用医薬品として使用されることが多くなっている。

## 作用機序
ペフロキサシンはグラム陽性菌とグラム陰性菌の両方に有効な広域抗生物質である。II型トポイソメラーゼであるDNAジャイレースや複製されたDNAを分離するのに必要な酵素であるトポイソメラーゼIV を阻害することにより、細胞分裂を阻害する。

## 副作用
腱炎や断裂（通常はアキレス腱）はフルオロキノロン系抗菌薬の中では、ペフロキサシンで最も頻繁に報告されている 。2000年のフランス当局の推定では、ペフロキサシン治療中の腱損傷の推定リスクは治療日数23,130日につき1件と推定されているのと比較して、シプロフロキサシンが779,600日につき1件と推定されている。